# Język czuwaski
Język czuwaski – język należący do podrodziny języków turkijskich, klasyfikowany jako jedyny żywy język należący do grupy bułgarskiej. Język ten jest najbliższym krewnym wymarłego języka protobułgarskiego, używanego przez Prabułgarów, którzy w 681 r. utworzyli na Bałkanach państwo bułgarskie.
Używany przez około milion ludzi głównie w Republice Czuwaszji (gdzie wraz z językiem rosyjskim ma status języka urzędowego), Tatarstanie, Baszkirii, obwodach: samarskim, uljanowskim, orenburskim.
Język czuwaski jest dalej spokrewniony z pozostałymi językami turkijskiej rodziny językowej, dlatego też jest niemal całkowicie niezrozumiały dla osób posługujących się innymi językami turkijskimi. Do jego cech specyficznych zalicza się zastąpienie fonemów „z” i „sz” w wyrazach ogólnoturkijskich na „r” i „l”.
Na podstawie analizy pojedynczych zanotowanych słów z języka Hunów uważa się, że prawdopodobnie język ten był spokrewniony z językiem czuwaskim.

## Dialekty
Język czuwaski jest bardzo jednorodny, a różnice między dialektami obecnie jeszcze bardziej zanikają.
Badacze wyróżniają trzy główne dialekty:
- dialekty górny;
- dialekt środkowy (przejściowy);
- dialekt dolny, na którym opiera się standard literacki.

Dialekt górny cechuje się wymową [о] na początku wyrazów zamiast literackiego [u], zanikiem [j] przed sonorantami i „t”, co skutkuje palatalizacją następujących spółgłosek (мар’а — майра мар’а — майра „kobieta”, сул’л’а — суйла „wybierz”). Występują także synharmoniczne warianty przyrostku liczby mnogiej -сам/-сем, podczas gdy język literacki używa tylko -сем (лашасам, лашасем „konie”, чечексем, чечексем „ludzie”).
W dialekcie górnym i środkowym zamiast dolnych i zarazem literackich  [ə] i [ɘ] występują dźwięki  [o̞] i [ɞ].

## Alfabet
Obecny alfabet czuwaski, oparty na zmodyfikowanej cyrylicy, składa się ze wszystkich liter alfabetu rosyjskiego z dodatkiem w postaci liter Ӑ ӑ, Ӗ ӗ, Ҫ ҫ, Ӳ ӳ.
| А а | Ӑ ӑ | Б б | В в | Г г | Д д | Е е | Ё ё |
| Ӗ ӗ | Ж ж | З з | И и | Й й | К к | Л л | М м |
| Н н | О о | П п | Р р | С с | Ҫ ҫ | Т т | У у |
| Ӳ ӳ | Ф ф | Х х | Ц ц | Ч ч | Ш ш | Щ щ | Ъ ъ |
| Ы ы | Ь ь | Э э | Ю ю | Я я |     |     |     |

## Użycie języka
W Republice Czuwaszji, na obszarach zamieszkanych w przeważającym stopniu przez przedstawicieli narodowości tytularnej, jest on językiem wykładowym w szkołach podstawowych. Jego naukę można kontynuować także w szkole średniej i na uczelniach wyższych. Używany jest w czuwaskiej radiofonii i telewizji. Prasa w języku czuwaskim ukazuje się również poza granicami Czuwaszji.